# CSS Rappahannock
CSS Rappahannock – parowy slup wojenny zakupiony przez marynarkę Skonfederowanych Stanów Ameryki, z przeznaczeniem do działań krążowniczych podczas wojny secesyjnej jako rajder przeciwko statkom i okrętom Unii, w zastępstwie utraconego CSS „Georgia”.

## Losy
Slup został zbudowany dla Royal Navy pod Londynem jako awizo o nazwie HMS „Victor”. Już w pierwszym okresie eksploatacji okazało się, że okręt – mimo pięknej sylwetki – ma wiele wad i został wycofany ze służby, a następnie sprzedany (bez uzbrojenia i wyposażenia militarnego) konfederatom (pod pozorem prowadzenia handlu z Chinami). Strona brytyjska podejrzewała, że okręt ma być rajderem skierowanym przeciw flocie amerykańskiej, ale załodze udało się uniknąć internowania i (z wciąż pracującymi pod pokładem pracownikami stoczni) wyjść 24 listopada ze stoczni Sheerness w morze. Jednak na kanale La Manche nastąpiła awaria maszyn, co zmusiło załogę do zawinięcia do Calais we Francji.
Wpływając na wody francuskie dowódca przyszłego rajdera, porucznik C.M. Fauntleroy, podał, że CSS „Rappahannock” jest okrętem wojennym CS Navy i że w związku z awarią prosi o pomoc. Władze francuskie nie miały wyjścia i internowały okręt, który po zakończeniu wojny został zwrócony Stanom Zjednoczonym. Załoga opuściła pokład i wyjechała z Francji w sierpniu 1865 roku.
Powojenne losy okrętu nie są znane.